# Lai Chi Hung
Lai Chi Hung, född 19 november 1971, är en hongkongsk bågskytt. Han deltog vid olympiska sommarspelen 1988.